# Jakub Kowalski (polityk)
Jakub Piotr Kowalski (ur. 10 października 1985 w Radomiu) – polski polityk i samorządowiec, w latach 2016–2019 szef Kancelarii Senatu.

## Życiorys
Ukończył studia na Wydziale Prawa i Administracji Uniwersytetu Marii Curie-Skłodowskiej w Lublinie. Odbył także studia podyplomowe z zakresu zarządzania procesem inwestycyjnym w Szkole Głównej Handlowej w Warszawie oraz MBA w Collegium Humanum – Szkole Głównej Menedżerskiej w Warszawie.
Od 2005 był współpracownikiem parlamentarzystów z Prawa i Sprawiedliwości: Marka Suskiego, Adama Bielana, Zbigniewa Kuźmiuka. W 2006 został radnym miasta Radomia z ramienia PiS (reelekcję uzyskiwał w wyborach w 2010 i 2014). W 2010 objął funkcję przewodniczącego Komisji Kultury i Promocji w radzie miasta, został też przewodniczącym klubu radnych Prawa i Sprawiedliwości. Był zatrudniony na część etatu w Wodociągach Miejskich w Radomiu na stanowisku specjalisty ds. marketingu.
W listopadzie 2015 został dyrektorem gabinetu marszałka Senatu Stanisława Karczewskiego, który 24 czerwca 2016 powołał go na funkcję szefa Kancelarii Senatu. Zastąpił na tym stanowisku Ewę Polkowską. Stanowisko to zajmował do 14 listopada 2019. Później był członkiem zarządu Polskiej Spółki Gazownictwa (do 2024). Wchodził także w skład rady nadzorczej PZU Zdrowie.
W 2018 i 2024 uzyskiwał mandat radnego sejmiku mazowieckiego VI i VII kadencji.

## Odznaczenia
W 2022 odznaczony Srebrnym Krzyżem Zasługi.